# Multipotentialité
La multipotentialité est la capacité et la préférence d'une personne à exceller dans deux ou plus de deux champs différents.
Le substantif français multipotentialité et l'adjectif multipotentiel(le)(s) sont utilisés en pédagogie et en psychologie. 
Ils peuvent également se référer à une personne dont les intérêts[évasif] s'étendent sur plusieurs domaines[évasif], plutôt que d'être fort[évasif] dans un seul. Ces traits sont appelés multipotentialités, tandis que le terme multipotentialiste est plutôt employé pour les personnes présentant ce trait de caractère.[pas clair]
En revanche, les personnes dont les intérêts se trouvent globalement dans un même domaine sont appelés spécialistes.[réf. souhaitée]

## Histoire

### Étymologie
L'une des premières utilisations de ce terme dans la recherche est en rapport avec la douance.
Le terme apparaît dans l'ouvrage Recognizing and assisting multipotential youth de Ronald H. Frederickson et John Watson Murray Rothney, publié en 1972. Les auteurs y définissent une personne multipotentialiste comme quelqu'un qui « lorsqu'il est dans un milieu approprié, permet de sélectionner et de développer un certain nombre de compétences à un niveau élevé.»,.
Barbara Kerr réutilise le terme de multipotentialité en 1990 dans son ouvrage Planning for Gifted and Talented Youth en se référant à ces deux auteurs. Ce terme lui permet d'expliquer la situation de certains étudiants en questionnement quant à leur orientation lorsqu'ils sont très intéressés par plusieurs domaines et très talentueux dans chacun de ces domaines. Elle associe alors la multipotentialité à un QI plutôt élevé.
En 1999, multipotentialité apparaît dans la thèse de doctorat de Laurie Diane Shute dont le titre est : An investigation of multipotentiality among university honors students.
Ce concept apparaît en 2010 de nouveau dans l'article Multipotentiality de Tamara Fisher dans Education Week. Elle la définit comme le fait d'avoir plusieurs talents exceptionnels lesquels peuvent tous ou chacun séparément mener à une bonne carrière.
Emilie Wapnick utilise également le terme de multipotentialiste, pour désigner les personnes concernées par la multipotentialité. Elle les définit comme des personnes curieuses et créatives, ayant des intérêts divers,.

### Terminologie pertinente
Bien que le terme de multipotentialité soit souvent utilisé de manière interchangeable avec celui de polymathie, ils ne sont pas définis de manière identique. L'expertise dans un domaine particulier n'est pas nécessaire pour être multipotentialiste.
En effet, Isis Jade fait une distinction claire entre la multipotentialité et la polymathie. D'une part, la multipotentialité se réfère au potentiel dans de nombreux domaines du fait de la diversité des intérêts, ce qui n'implique pas une expertise dans chacun de ces domaines. D'autre part, la polymathie se distingue par la maîtrise et l'expertise dans plusieurs domaines.
D'autres termes sont utilisés pour se référer aux multipotentialistes, notamment ceux de scanners, généralistes et multipassionés.

### Contexte
Avec l'avènement de l'ère industrielle, les normes culturelles ont changé en faveur de la spécialisation, qui est liée à la hausse de la rémunération et au respect, par exemple : les diplômes de doctorat, les avocats spécialisés, les médecins et les ingénieurs. En effet, le généralisme et les potentiels multiples tels que l'humanisme de la Renaissance et la polymathie, ont été remplacés.
Toutefois, la convergence de l'économie, de l'ère de l'Internet, la connectivité, la montée de la Classe Créative, et d'autres développements modernes apportent un retour d'une opinion plus positive pour les généralistes et les multipotentialites.
Dans Specialization, Polymaths And The Pareto Principle In A Convergence Economy, Jake Chapman a écrit : « De plus en plus d'articles de défense du généraliste et des champs multiples sont à venir »,,,,,.

### Entreprise
Des entreprises telles que les startups qui ont besoin d'adaptabilité et de polyvalence peuvent utiliser plusieurs multipotentialistes et avoir un spécialiste en tant que ressource.
Dans Specialization, Polymaths And The Pareto Principle In A Convergence Economy, Chapmana dit : « Stretch Magazine aborde le rôle des multipotentialistes dans les entreprises, et leur potentielle demande croissante de ces personnes dans le futur »,.

### Critique de la spécialisation
Le contexte historique actuel de la sagesse conventionnelle (ou idée reçue), l'avantage comparatif, et la promesse (marketing) contribuent à l'acceptation de la spécialisation,,,.
Les promoteurs de la spécialisation au-dessus de citer l'excellence et qu'il est perçu des récompenses plus élevées par rapport à medicrity dans tout. Les promoteurs de plusieurs capacités en dessous de souligner l'importance de l'adaptabilité.
Dans Master of Many Trades, Robert Twigger va jusqu'à forger le mot monopathe : « Cela signifie une personne avec un esprit borné, une pensée étroite, un tunnel, un super-spécialiste, un expert n'ayant pas d'autres intérêts, en d'autres termes, le prototype du monde Occidental ».

## Vie des multipotentialistes

### Avantages
Avantages à la disposition de ces personnes qui ont développé des compétences dans de multiples domaines,, :
- Rapidité d'apprentissage et d'acquisition de compétences (apprendre à apprendre)
- pensée synthétique
- adaptabilité
- conversion entre les modes de pensée
- concocter de nouvelles solutions
- pensée contextuelle
- enthousiasme
- nouveauté et variété
- bonne intégration dans des rôles de leadership

Selon Tim Ferriss, un célèbre généraliste :
- Mise en garde : Le multipotentialiste peut rencontrer des problèmes s'il est médiocre ou moyen en tout. Il est recommandé d'être au-dessus de la moyenne ou bien maîtriser au moins un domaine.

### Inconvénients
- Perte des avantages de la spécialisation, ultra engagement à long terme
- distraction et burn-out[28]
- en fonction de la personne, la maîtrise ou la compétence peut prendre plus de temps à acquérir.  Bien qu'il y ait des différences dans la prévalence de ce phénomène, il peut constituer un problème important pour les personnes qui en font l'expérience en les conduisant à des niveaux élevés de stress, de confusion, de paralysie par analyse, à de l'impulsivité ou à faire des choix conformistes chez les enfants surdoués, et à des sentiments d'aliénation sociale, de perte d’intérêt, d'apathie et de dépression chez des adultes brillants[citation nécessaire].

L'ennui est également fréquent chez les multipotentialistes qui ont déjà maîtrisé ou appris tout ce qu'ils désiraient savoir sur un sujet particulier avant d'en changer[citation nécessaire].
Ils vont également rencontrer des oppositions de la part des conseillers d'orientation, des parents et des amis qui souhaiteraient les voir dans des carrières plus conventionnelles,.

### Stratégies
Plusieurs ressources ont publié des stratégies d'adaptation :
- Évaluer si vous êtes un multipotentialiste ou un spécialiste qui n'a pas encore trouvé sa voie: Multipotentiality: When High Ability Leads to Too Many Options[30]
- Intégrer plusieurs intérêts avec un thème: Overarching Theme et Renaissance Business par Emilie Wapnick de Puttylike
- The Renaissance Soul: Life Design for People with Too Many Passions to Pick Just One par Margaret Lobenstine
- Refuse to Choose!: Use All of Your Interests, Passions, and Hobbies to Create the Life and Career of Your Dreams par Barbara Sher

## Impact
Dans un monde qui valorise la spécialisation, le terme et l'augmentation de sa popularité (en particulier parmi la communauté des blogueurs) ont contribué à la redécouverte de l'importance des généralistes. Le concept a même été mentionné dans un journal jamaïcain dans le cadre d'une préparation à un concours.
Dans l'économie actuelle, la créativité et la montée de la classe créative sont liées à la pensée divergente et à des solutions innovantes pour des problèmes actuels.